# 2022年世界陸上競技選手権大会カーボベルデ選手団
2022年世界陸上競技選手権大会カーボベルデ選手団は、2022年7月15日から7月24日までアメリカ合衆国のユージーンで開催された第18回世界陸上競技選手権大会のカーボベルデ選手団。

## 選手団
- 人員: 選手 1人

## 選手名簿・結果
| ジョーダン・アンドラーデ | 男子400mハードル | 途中棄権 | 途中棄権 | 予選敗退 | 予選敗退 | 予選敗退 | 予選敗退 | 予選敗退 | 予選敗退 |